# 別斯薩拉布卡 (大米海利夫卡區)
47°9′34″N 29°52′10″E / 47.15944°N 29.86944°E
貝斯薩拉布卡（烏克蘭語：Бессарабка）是位於烏克蘭西南部的村莊，由敖德萨州羅茲季利納區的大米哈伊利夫卡市鎮負責管轄。該村始建於1848年，面積0.21平方公里，海拔高度98米，2001年人口12，人口密度每平方公里56.6人。